# Теодор Капидан
Теодор Капидан (на румънски: Theodor Capidan) е виден румънски езиковед, академик на Румънската академия.

## Биография
Роден е в град Прилеп, във влашко семейство. Сестра му Севастия е жена на Йон Караника и майка на Нику Караника. Учи в родния си град, а по-късно в лицей в Букурещ. Защитава докторат по филология при Густав Вайганд в Лайпциг. Започва работа като асистент в Балканския институт в Лайпциг, преподава румънски език във Висшето търговско училище в Солун (1902 - 1919), води курс по арумънски език („трансдунавски диалект“) в Университета в Клуж-Напока (1924 - 1937), където става професор и декан. От 1928 г. е член-кореспондент, а от 1935 г. - академик на Румънската академия. През 1937 г. става професор по романски езици в Букурещкия университет, а от 1948 г. работи в Института по езикозание в Букурещ.
Автор е на много монографии върху румънския и арумънски, мегленорумънския и истрорумънския език, както и на етнографски изследвания.

## Трудове
Капидан е автор на три тома под общото заглавие Meglenoromânii (Мегленорумъните):
- I. Istoria şi graiul lor, Ed. Cultura Naţională, Bucureşti, 1925;
- II. Literatura populară la meglenoromâni;
- III. Dicţionar meglenoromân, Academia Română.

Изследвания върху арумънския:
- Fărşeroţii: studiu lingvistic asupra românilor din Albania, Cluj, 1930;
- Aromânii: dialectul aromân, studiu lingvistic, Bucureşti, 1932.[1][2]